# Дорога к Шалашу Ленина
Доро́га к Шалашу́ Ле́нина — дорога в городе Сестрорецке Курортного района Санкт-Петербурга. Проходит от улицы Коробицына до Шалаша Ленина. Является продолжением Тарховской улицы, а далее продолжается дорогой на Глухое озеро.
Первоначально дорога была проложена в 1928 году и имела неофициальное название, соответствующее фактическому положению. Официально была наименована дорогой к Шалашу Ленина в 1950-х годах после благоустройства и открытия въезда со стороны Приморского шоссе.

## Перекрёстки
- Улица Коробицына / Тарховская улица
- Приозёрная улица

## Объекты
- Памятник женской зенитной батарее
- № 1 — ресторан «Шалаш» (1969[2])
- № 2 — жилой дом (1969[2])
- № 3 — музей «Шалаш»[3]. В состав комплекса входит объект культурного наследия федерального значения «Место, где в июле-августе 1917 г. Ленин В. И. скрывался от Временного правительства». Мемориал был построен в 1928 году по проекту архитектора А. И. Гегелло[4].